# Osokorivka, Novovoronțovka
Osokorivka (în ucraineană Осокорівка) este o comună în raionul Novovoronțovka, regiunea Herson, Ucraina, formată numai din satul de reședință.

## Demografie
Componența lingvistică a comunei Osokorivka
     Ucraineană (95,16%)
     Rusă (4,3%)
     Alte limbi (0,26%)
Conform recensământului din 2001, majoritatea populației comunei Osokorivka era vorbitoare de ucraineană (95,16%), existând în minoritate și vorbitori de rusă (4,3%).